# Fageicera loma
Fageicera loma is een spinnensoort uit de familie Ochyroceratidae. De soort komt voor in Cuba.